# Héloïse Colin
Héloïse Colin (francès: Héloïse Suzanne Colin)  (París, 3 de setembre de 1819 - 6è districte de París, 19 de novembre de 1873)també coneguda com Héloïse Leloir, va ser una pintora i il·lustradora de moda durant el Segon Imperi Francès.

## Biografia
Héloïse Colin era la filla gran del pintor Alexandre-Marie Colin i de Marie Joseph Juhel. Es va casar amb Auguste Leloir amb qui va tenir dos fills: l'il·lustrador Maurice Leloir i el pintor Alexandre-Louis Leloir.
Colin va exposar els seus primers dibuixos a l'edició de 1835 del Saló. Va pintar aquarel·les, miniatures i il·lustracions per a novel·les, com ara Els tres mosqueters i El comte de Montecristo. Tanmateix , ella i les seves germanes Anaïs Toudouze i Laure Noël eren més conegudes pel seu treball com a il·lustradores de la moda parisenca de mitjans del XIX, com a la famosa revista de moda La Mode Illustrée.